# Muang Pakxèng
Muang Pakxèng är ett distrikt i Laos.   Det ligger i provinsen Louang Prabang, i den nordvästra delen av landet, 250 km norr om huvudstaden Vientiane.